# Ставер, Джули
Джулия Энн (Джули) Ставер (англ. Julia Ann (Julie) Staver, 4 апреля 1952, Херши, Пенсильвания, США) — американская хоккеистка (хоккей на траве), полевой игрок. Бронзовый призёр летних Олимпийских игр 1984 года.

## Биография
Джули Ставер родилась 4 апреля 1952 года в американской невключённой территории Херши в штате Пенсильвания.
Окончила Пенсильванский университет, играла за его команды по хоккею на траве и лякроссу.
В 1973 году дебютировала в сборной США по хоккею на траве, за которую выступала в течение 11 лет. В сезоне-1973/1974 попала в сборную США по лякроссу.
В 1980 году вошла в состав женской сборной США по хоккею на траве на летних Олимпийских играх в Москве, была назначена её капитаном, однако Штаты бойкотировали Олимпиаду.
В 1984 году вошла в состав женской сборной США по хоккею на траве на летних Олимпийских играх в Лос-Анджелесе и завоевала бронзовую медаль. Играла в поле, провела 5 матчей, мячей не забивала. Была ассистентом капитана команды.
После окончания Пенсильванского университета была ассистентом тренера по хоккею на траве и спортивного директора. Позже поступила в местную ветеринарную школу, которую окончила в 1982 году. Занималась ветеринарной практикой в сельской местности Пенсильвании.

## Увековечение
Пенсильванский университет назван именем Джули Ставер премию, которую получают спортсменки, успешно выступающие как в хоккее на траве, так и в лякроссе.